# Малинковский сельсовет (Московская область)
Малинковский сельсовет — упразднённая административно-территориальная единица, существовавшая на территории Московской губернии и Московской области до 1939 года.
Малинковский сельсовет возник в первые годы советской власти. По данным 1921 года он входил в состав Муриковской волости Волоколамского уезда Московской губернии.
24 марта 1924 года Муриковская волость была упразднена и Малинковский с/с был передан в состав Судисловской волости.
По данным 1926 года в состав сельсовета входили 3 населённых пункта — Малинки, Варварино и Рудаково, а также 4 хутора.
В 1929 году Малинковский с/с был отнесён к Шаховскому району Московского округа Московской области.
17 июля 1939 года Малинковский с/с был упразднён, а его территория в полном составе передана в Волочановский с/с.